# Tom Waes
 (novembre 2024).
Si vous disposez d'ouvrages ou d'articles de référence ou si vous connaissez des sites web de qualité traitant du thème abordé ici, merci de compléter l'article en donnant les références utiles à sa vérifiabilité et en les liant à la section « Notes et références ».
Tom Waes, né le 7 novembre 1968 à Merksem (district d'Anvers, Belgique), est un animateur, réalisateur, acteur et chanteur belge. Surtout connu pour la présentation ou sa participation à des programmes télévisés tels que Tragger Hippy, Het Geslacht De Pauw, Tomtesterom, Reizen Waes, De Slimste Mens ter Wereld, Wauters vs. Waes, il est également l'acteur principal de la série Undercover diffusée sur Netflix. En dehors des écrans, il est l'un des ambassadeurs de l'ONG Sea Shepherd.

## Biographie
Le 30 novembre 2024, Tom Waes est victime d'un grave accident de circutation.

## Filmographie

### Télévision
- 2019 à 2021 : Undercover :  Bob Lemmens / Tom Bogaert (en version originale Peter Bogaert)
- Présentateur de Het verhaal van Vlaanderen[2].